# Opole Lubelskie
Opole Lubelskie è un comune urbano-rurale polacco del distretto di Opole Lubelskie, nel voivodato di Lublino.
Ricopre una superficie di 193,81 km² e nel 2004 contava 17 924 abitanti.